# Deniz Muric
Deniz Muric (Elsene, 6 maart 1995) is een Belgisch voetballer die door US Hostert wordt uitgeleend aan UN Käerjeng 97.

## Carrière
Muric maakte in 2012 de overstap van de jeugdopleiding van Excelsior Virton naar eersteprovincialer URSL Saint-Léger. Na twee seizoenen degradeerde hij met de club naar Tweede provinciale, maar een jaar later keerde hij met de club terug naar het hoogste provinciale niveau. In 2016 versierde hij een transfer naar RE Bertrix, een club uit Derde klasse amateurs, maar niet veel later raakte hij betrokken in een ernstig auto-ongeval. Uiteindelijk zette hij in 2017 een stapje terug naar eersteprovincialer RUS Ethe Belmont.
In 2018 tekende hij bij de Luxemburgse tweedeklasser FC Rodange 91. In zijn debuutseizoen werd hij met de club kampioen in de Éirepromotioun. Muric scoorde dat seizoen elf competitiedoelpunten. In de twee seizoenen daarop scoorde hij respectievelijk twee en één doelpunten.
Na drie seizoenen bij FC Rodange 91 stapte hij in 2021 over naar reeksgenoot US Hostert. Daar was hij in zijn debuutseizoen goed voor acht competitiedoelpunten. Na de eerste competitiespeeldag stond zijn teller al op twee rozen, na een tweeklapper tegen uitgerekend zijn ex-club Rodange 91. In het seizoen 2022/23 vond hij minder de weg naar doel: bij de jaarwisseling had hij nog niet gescoord in de competitie.
Begin januari 2023 leende Hostert hem voor de rest van het seizoen uit aan reeksgenoot UN Käerjeng 97.